# بیسموت

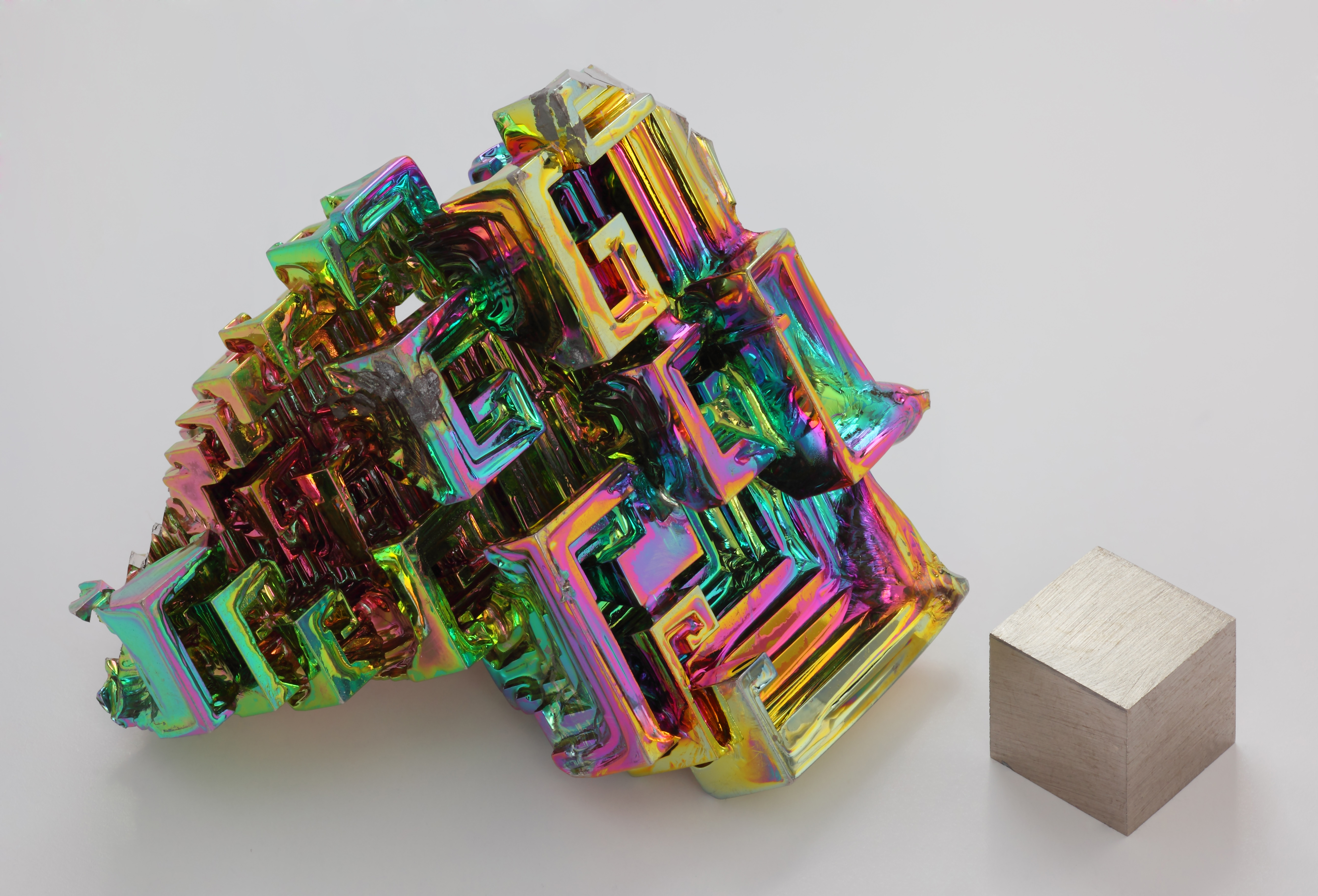
عنصر شیمیایی بیسموت که به صورت مصنوعی و بلورشکل سنتز شده‌است. سطح بلور به اندازه لایه بسیار نازکی اکسیده شده‌است و نمای رنگین کمانی ایجاد کرده‌است. برای مقایسه بهتر ۱ سانتی‌متر مکعب بیسموت با خلوص بالا (۹۹٫۹۹٪) نیز در تصویر دیده می‌شود.

بیسموت (به انگلیسی: Bismuth) از عنصرهای شیمیایی جدول تناوبی است. نشانه کوتاه آن Bi و عدد اتمی آن ۸۳ است. بیسموت فلز ضعیف سه ظرفیتی، سفید بلورین، سنگین و شکننده‌ای است که اثر خفیفی از رنگ صورتی در آن وجود دارد و از نظر شیمیایی شبیه آرسنیک و آنتیموان است.
بیسموت از تمامی فلزات مغناطیسی‌تر است و به جز جیوه از تمامی عناصر خاصیت رسانایی حرارتی کمتری دارد. از ترکیبات بیسموت در ساخت لوازم آرایش، رنگ‌دانه‌ها و کاربردهای دارویی استفاده می‌شود. بیسموت در مقایسه با دیگر فلزات سنگین به طرزی غیرعادی سمیت پایینی دارد و از زمانی که سمیت سرب برای انسان مشخص شده، آلیاژهای بیسموت به عنوان جایگزین سرب کاربرد پیدا کرده‌اند.
بیسموت از دوران باستان برای بشر شناخته‌شده بود اما بسیاری از اوقات با سرب و قلع اشتباه گرفته می‌شد تا اینکه «کلاد جفری جونین» در سال ۱۷۵۳ تمایز آن را از سرب اثبات کرد. ریشه واژه بیسموت به درستی مشخص نیست ممکن است برگرفته از واژه عربی «بی اثمد» (شبیه به سنگ سرمه) یا واژه‌های آلمانی Weisse Masse و Wismuth به معنی جرم سفید باشد که در سده شانزدهم میلادی به صورت واژه لاتین bisemutum درآمده‌است.

## ویژگی‌های فیزیکی
- عدد اتمی: ۸۳
- جرم اتمی: ۲۰۸٫۹۸۰۴
- نقطه ذوب: ۲۷۱٫۴ درجه سانتی‌گراد
- نقطه جوش: ۱۵۶۴ سانتی‌گراد
- شعاع اتمی:۱٫۶۳ آنگستروم
- ظرفیت: ۳
- رنگ: سفید کدر

## پیدایش
بیسموتینیت و بیسمیت مهم‌ترین سنگهای معدن بیسموت هستند. در سال ۲۰۱۰ حدود ۸۹۰۰ تن از معادن بیسموت به دست آمده که ۶۵۰۰ تن در چین، ۱۱۰۰ تن در پرو و ۸۵۰ تن در مکزیک بوده‌است. تولید و کشورهای کانادا، بولیویِ ژاپنِ مکزیک و پرو عمده‌ترین تولیدکنندگان آن می‌باشند. ۱۶ هزار تن بیسموت هم از طریق تصفیه فلزات دیگر مثل سرب، مس، تنگستن، مولیبدن، سنگ سرمه، نقره و قلع (به ویژه سرب) فراهم آمده‌است. قیمت بیسموت در سال‌های ۱۹۵۰ تا ۱۹۶۴ در ۴٫۹۶ دلار برای هر کیلوگرم ثابت بود اما در دهه ۱۹۷۰ به سرعت رشد کرده و تا ۲۰ دلار رسید. قیمت بیسموت خالص از دهه ۱۹۷۰ تاکنون بین کمتر از ۵ دلار در اوایل دهه ۱۹۸۰ تا ۳۰ دلار در سال ۲۰۰۶ برای هر کیلوگرم متغیر بوده‌است.

## ویژگیهای قابل توجه
تا قبل از سال ۲۰۰۳ تصور بر این بود که بیسموت سنگین‌ترین و پایدارترین عنصر است، اما تحقیقات در مؤسسه "Astrophysique Spatial" در ورسای فرانسه ثابت کرد بیسموت یک عنصر پایدار نیست. این عنصر، یِک فلز شکننده دارای ته‌رنگ صورتی با یک ماتی رنگین کمانی است.
این فلز که به شکل خالصش وجود دارد، دارای مقاومت الکتریکی بالا و Hall effect آن از تمامی فلزات بیشتر است (یعنی وقتی بیسموت در یک میدان مغناطیسی قرار می‌گیرد، بیشترین افزایش مقاومت الکتریکی را دارد). وقتی در مجاورت هوا به آن حرارت داده شود، با شعله آبی رنگی شروع به سوختن می‌کند و اکسید آن، بخار زرد رنگی تولید می‌کند.

## کاربردها
- اکسی کلرید بیسموت در لوازم آرایش کاربرد وسیعی دارد.
- ساب سیترات بیسموت در پزشکی در مواقع ترشح زیاد اسید معده بکار می‌رود.
- بیسمونال (manganese Bi) آهن‌ربای دائمی قویی می‌باشد.
- آلیاژهای بیسموت، درجه ذوب پایینی دارند و به میزان زیادی برای یافتن آتش و وسایل ایمنی سیستمهای سردکننده بکار می‌روند.
- بیسموت در تولید آهنهای چکش خوار و به‌عنوان کاتالیزور در ساخت الیاف اکریلیک بکار می‌رود.
- بیسموت به‌عنوان مواد ترموکوپل کاربرد دارد.
- حاملی برای سوخت U-235 یا uranium-234 در رآکتورهای اتمی می‌باشد.
- بیسموت در لحیمکاری بدون سرب

(pb free)هم مورد استفاده واقع می‌شود.
- از اوایل دهه استفاده از بیسموت به‌عنوان جایگزین غیر سمی سرب در مواردی مثل لعاب ظروف سفالی، وزنه‌های ماهیگیری، وسایل تهیه غذا، قطعات و دستگاه‌های الکترونیکی، ابزارهای دستی در مصارف لوله‌کشی، روغنهای مربوط به روغن‌کاری و ساچمه‌های شکار پرندگان رایج شده‌است.
- همچنین بیسموت در صنعت زینت آلات نیز کاربرد دارد.